# Бокон
Бокон — пресноводное озеро, расположенное в Тугуро-Чумиканском районе Хабаровского края, у подножья северо-западных склонов Тайканского хребта, в бассейне реки Уда.
Площадь озера — 14,8 км². Площадь водосбора 39,8 км2. Длина 4,9 км, максимальная ширина 4 км, урез воды на абсолютной отметке 126 м.
Озеро находится в таёжной труднодоступной местности. Населённые пункты на озере отсутствуют; ближайшее поселение — село Удское в 23 км к северо-востоку. Берега пологие, заболоченные везде, кроме северо-западной части. Озеро является местом гнездования многих водоплавающих птиц. 
В северной части из озера вытекает река Бокончан, приток Уды, через которую имеется сток в Охотское море. Также к северу от озера находится гора Бокончан (173 м). Впадает несколько незначительных ручьев.
В озере Бокон обитают карась и щука.

## Легенда
Согласно местному фольклору, в озере обитает красивая и добрая эвенкийская девушка по имени Катэ, которую волшебным образом проглотило ледяное озеро. Она обитает на дне, и легенда гласит, что время от времени она может появляться над поверхностью вод.